# 青春 (小栗風葉の小説)
青春（せいしゅん）は、小栗風葉の小説。明治38年（1905年）3月5日～明治39年（1906年）11月22日に読売新聞で連載された。1905年10月から1906年11月に、春、夏、秋の3巻、春陽堂刊行。
男性大学生・関欽哉と女性大学生・小野繁との恋愛を描く。関に当時の青年の姿を映したとして高い評価を得た。
久遠の美に憧れていた文科大学1年生関欽哉は25歳、友人で陸軍少尉の香浦速男の妹で成女大学生園枝を通じて知った、美しい小野繁と恋に落ちる。欽哉は理想主義者で個人主義者、繁は才色兼備だが内気、園枝は文芸趣味があり、欽哉に恋している。欽哉は自作の詩の清書を繁に依頼して接近を図る。ますます繁に思い焦がれて、故郷に、学問がつまらなくなったのでやめると知らせ、養母が驚き、許婚を連れて上京、退学を思いとどまらせる。欽哉は健康を損ねて、銚子にある香浦家の別荘に静養に行き、そこに訪ねてきたのが園枝と繁。欽哉は別荘の裏の林の中に繁を誘い、告白する。繁は最後には受け入れるが、欽哉の許婚のことを言うと、恋と結婚、恋と家庭は別だ、この関係は恋のための恋だと言う。3年後、欽哉は落第し、繁は成女大学を卒業する。欽哉はは帰省前に大森の旅館に繁を呼び、数日を過ごす。成女大学の舎監二宮節子は主筋の北小路子爵との縁談を繁に告げる。欽哉は上京し、繁は縁談を話し、欽哉に許婚と結婚するように気を引くがいやな顔をされた。繁の妊娠が発覚し、欽哉に相談するが、欽哉は責任をとって結婚しようとはしない。繁は医師から薬をもらい、堕胎し、事が発覚し、繁は取り調べを受け、欽哉は投獄される。2年後、欽哉は出所するが、衰え、情熱も活気も失せて全くの別人になっており、繁もまた同じである。今や、園枝は北小路子爵と、速男は子爵の妹と、結婚している。欽哉と繁の生活は寂しい限りで、繁は女学校の教師になるべく満州に渡ることにし、欽哉は故郷に引っ込む。繁は欽哉から許婚の死亡を知らされ、死んでしまいたいと言ってくる。繁は、あの人は死なぬ、と思い、欽哉の詩の中の枯れた花を窓の外に捨てる。
ロシアのイワン・ツルゲーネフの『ルージン』の影響があるとされ、小栗の浪漫主義から自然主義への転換期をしめす作品であるとされる。